# Zenel Hajdini
Zenel Hajdini (Medveđa, 24 maggio 1910 – Gazdare, 7 marzo 1942) è stato un partigiano jugoslavo di nazionalità albanese.

## Biografia
Di modeste condizioni economiche dovette abbandonare presto gli studi e cercarsi un lavoro. Trasferitosi a Skopje vi frequentò una scuola coranica (dove oltre ai temi religiosi venivano insegnate anche lingue straniere e materie scientifiche) e poi, grazie alle proprie capacità, frequentò gli studi di Matematica e Scienze naturali a Belgrado e quelli di Filosofia a Skopje.
Dopo l'Invasione della Jugoslavia (aprile 1941) aderì al partito comunista, abbandonò gli studi ed entrò nella formazione partigiana "Kukavica" partecipando a molte battaglie.In seguito costituì una "banda" da lui diretta composta prevalentemente da elementi di etnia albanese, che cooperava con la resistenza albanese e jugoslava
Morì nel marzo 1942 nella località di Gazdare, vicino a Medvedja, combattendo conto i cetnici e le truppe di occupazione bulgare. Dopo la sua morte venne costituita una brigata partigiana a lui intitolata composta esclusivamente da elementi di etnia albanese

## Onorificenze
Hajdini venne riconosciuto come Eroe del Popolo (Narodni heroj Jugoslavije) nel 1953 e gli vennero dedicate diverse scuole, caserme, vie e piazze in Macedonia e Kosovo.